# 圣于连多德
圣于连多德（法語：Saint-Julien-d'Oddes，法語發音：[sɛ̃ ʒyljɛ̃ dɔd]）是法国卢瓦尔省的一个市镇，位于该省中部偏北，属于罗阿讷区。

## 地理
圣于连多德（45°50'53"N, 3°59'46"E）面积10.41 平方千米，位于法国奥弗涅-罗讷-阿尔卑斯大区卢瓦尔省，该省份为法国中南部省份，北起顺时针与索恩-卢瓦尔省、罗讷省、伊泽尔省、阿尔代什省、上盧瓦爾省、多姆山省和阿列省接壤。
与圣于连多德接壤的市镇（或旧市镇、城区）包括：苏泰尔农、格雷佐勒、圣日耳曼拉瓦勒、圣马丹拉索沃泰、卢瓦尔河畔韦兹兰。

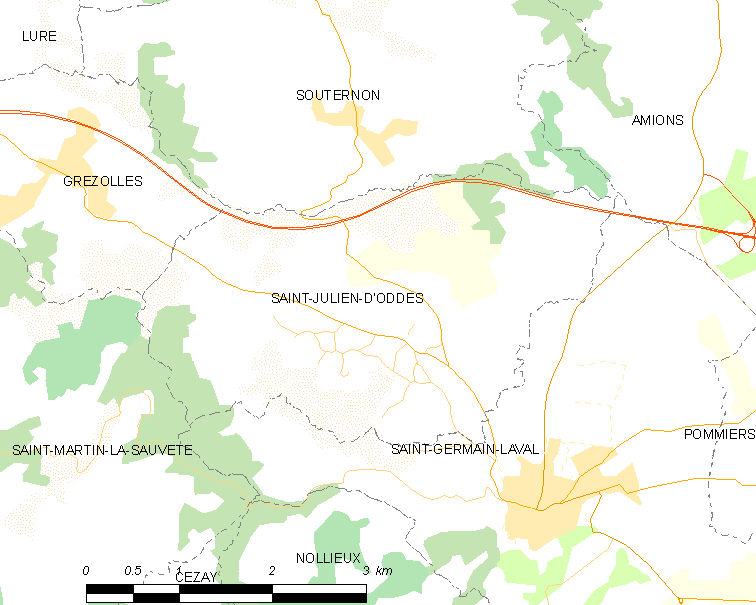
圣于连多德的OSM定位图

圣于连多德的时区为UTC+01:00、UTC+02:00（夏令时）。

## 行政
圣于连多德的邮政编码为42260，INSEE市镇编码为42243。

## 政治
圣于连多德所属的省级选区为利尼翁河畔博安县。

## 人口

1962-2008年间圣于连多德人口变化图示

圣于连多德于2022年1月1日时的人口数量为297人。

## 交通
卢瓦尔省省道D1线和D18线在境内交汇。法国国家A89号高速公路经过境内北部但未设出入口。